# Aleš Čar
Aleš Čar, född 1971 i Idrija, Jugoslavien, är en slovensk författare, journalist och scenograf.

## Biografi
Čar har studerat litteratur vid universitetet i Ljubljana. Efter det frilansade han och en period var han även värd för en talkshow på den statliga slovenska televisionen. År 2001 grundade han tidskriften Balcanis och var dess redaktör. Den publicerade författare från länder som tidigare ingått i Jugoslavien. Det sista numret utkom 2003. Nu är han bosatt i Ljubljana och verksam som kulturredaktör på tidningen Dnevnik.

## Verk
Čar började skriva noveller som publicerades i olika tidskrifter. Han utgav sin första roman 1997, Igra angelov in netopirjev (Änglar- och fladdermössleken). Boken utspelar sig i Idrija som är känd för sin kvicksilvergruva. Den berättar historien om prästen Faus och hans erotiska besatthet av en känslig och hjälplös tjej. Handlingens yttre händelser är komprimerade medan berättelsens huvudsakliga handling är beskrivningen av personernas inre stämningar. Det är en resa genom psykets medvetna och omedvetna delar. Berättelsens karakteriseras av en rytmisk struktur som är stegrande, alienerade och passiva huvudpersoner som även är marginaliserade. Konflikten i romanen uppstår när huvudpersonerna konfronteras med fasta beteendemönster de inte kan hantera. Boken fick pris för årets bästa debutroman och var en av böckerna som tillkännagav att en ny generation författare kommit. Kritikerna betonade romanens stilistiska perfektion och språkliga skicklighet. 
Hans andra roman Pasji tango (Hundtango) och samlingen V okvari (I sönder) har samma karakteristik som han debutroman. Pasji tango fick stor uppmärksamhet och har översatts till serbiska, kroatiska och ungerska. V okvaribestår av fjorton noveller. Dessa fångar läsaren vid en viss tidpunkt, placerar dem i en vardaglig situation för att i en snabb stegrande stackato föra dem till ett chockerande eller tragiskt slut. I novellerna har konflikten mellan individen och hans omgivning flyttats från samhällets periferi till dess centrum. Boken har översatts till polska.
Novellsamlingen Made in slovenia kom ut år 2007 och består av 50 korta prosatexter på två till tre sidor. Texterna har sin upprinnelse från olika citat hämtade från slovensk media. I dem tecknar han med stor känslighet fram en bild av livet i dagens Slovenien. De tar bland annat upp ekonomi, kultur, politik och visar hur deras utveckling i samhället påverkar människorna i deras vardagsliv.
Čar finns representerad i de engelska antologierna The key witnesses: the younger Slovene prose at the turn of the millennia (2003) och i Fragments from Slovene Literature An Anthology of Slovene Literature (2005). På tyska finns han representerad i antologierna Die Zeit der kurzen Geschichte (2001) och i Zu zweit nirgendwo (2006). Förutom att han finns översatt till flera slaviska språk så finns han även översatt till hindi i antologin Slovenia se electric quitar aur anya kahanya (2006).